# Maillardia borbonica
Espèce
Maillardia borbonica est une espèce de plantes à fleurs de la famille des moracées. Elle est endémique de l'île de La Réunion, département d'outre-mer français dans le sud-ouest de l'océan Indien.
Noms vernaculaires : Petit cannelier, et surtout Bois Maman.